# Castaway
Castaway är en uppföljare till den australiska tv-serien Fångad. Den hade premiär i Australien på Seven Network den 12 februari 2011. 
Säsongen sändes i svensk tv från 1 november 2010 till 6 december 2010, alltså före den australiska premiären.
Serien Fångad har sålunda två säsonger med samma svenska titel, och på originalspråk (engelska) heter den första säsongen Trapped och den andra Castaway (även svensk undertitel) .